# Loki Schmidt
Hannelore "Loki" Schmidt, née Glaser (3 de março de 1919 – 21 de outubro de 2010) foi uma ambientalista alemã, e esposa do ex-primeiro ministro Helmut Schmidt, que exerceu o cargo entre 1974 e 1982.
Foi sepultada no Cemitério de Ohlsdorf.